# Michael Beer
Pour les articles homonymes, voir Beer.
Michel Beer (19 août 1800 à Berlin - 18 mars 1833 à Munich) est un poète allemand.

## Biographie
Il est fils d'un riche banquier israélite et d'Amalie Beer. Il est le frère de l'astronome Guillaume Beer, et du compositeur Giacomo Meyerbeer.
On connaît de lui des poésies lyriques et plusieurs tragédies : 
- Clytemnestre
- les Fiancées d'Aragon (1823)
- le Paria (1826)[1]
- Struensée, pièce considérée comme son chef-d'œuvre (1827)
- L'Épée et la Main (1832).

Ses Œuvres sont réunies à Leipzig en 1835.